# Tommaso Maria Ghilini
Tommaso Maria Ghilini (Alessandria, 5 agosto 1718 – Torino, 3 aprile 1787) è stato un cardinale, arcivescovo cattolico e nunzio apostolico italiano.

## Biografia
Ultimogenito di Tommaso Ottaviano Ghilini, marchese di Maranzana e Francesca Botta Adorno di Pavia, ricevette le prime educazioni al collegio Clementino di Roma. Fu iscritto nel 1724 all'Ordine degli Ospitalieri di San Giovanni di Gerusalemme e il 3 luglio 1727 ricevette la tonsura. In seguito fu gentiluomo di camera presso la corte di Vittorio Amedeo II di Savoia e Carlo Emanuele III suo successore.
L'8 giugno 1745 si laureò in utroque iure all'Università di Torino. Nello stesso anno è presente a Roma per gli studi alla Pontificia Accademia dei Nobili Ecclesiastici. Ebbe incarichi minori nella Curia romana risalendone i gradi fino a divenire 8 luglio 1748 governatore della città di Todi e poi il 30 giugno 1751 governatore della città di Orvieto.
Il 22 dicembre 1759 ricevette il diaconato e il 22 marzo 1760 fu ordinato presbitero. Fu eletto arcivescovo titolare di Rodi il 14 luglio 1763 e fu consacrato arcivescovo il 30 luglio dello stesso anno da papa Clemente XIII. Il 30 luglio fu inoltre nominato nunzio apostolico nei Paesi Bassi austriaci.
Nel concistoro del 1º giugno 1778 papa Pio VI lo elevò alla dignità cardinalizia con il titolo di san Callisto il 20 luglio 1778. Il 17 febbraio 1783 ricevette poi il titolo di Santa Maria sopra Minerva.
Morì a Torino il 3 aprile 1787 e i solenni funerali furono celebrati nella cattedrale di San Pietro di Alessandria il 12 maggio dello stesso anno.

## Corrispondenza epistolare
Sant'Alfonso Maria de Liguori scrisse una lettera a Tommaso Maria Ghilini, Cardinale Ponente della Causa, chiedendo - salvata la sostanza della Regola pontificia - la revoca del Decreto di separazione tra le case della sua congregazione negli Stati della Chiesa e quelle napoletane:
Viva Gesù, Maria e Giuseppe!
Nocera, 24 marzo 1781.
Padre mio, trattando io col P. De Paola circa la nostra unione, gli scrissi che aveva certa speranza che il Re ci accordasse la grazia della vita comune, della povertà e di poterci obbligare alla perseveranza; e il medesimo mi rispose che, se dal Re ci fossero accordate queste grazie, tra noi si sarebbe aggiustato tutto.
Per grazia di Dio, dal Re ci sono state concesse.
Atteso questo, prego V. R. di volersi adoperare perché si conchiuda l'unione, dall'una e dall'altra parte desiderata. Spero che Gesù Cristo voglia consolarci, con farci di nuovo vedere uniti; né credo che V. Riv. voglia opporsi.
Prego V. R. di riflettere che, se ella seguita a mantener la disunione ed otterrà l'intento, io non posso credere che, vedendo la Congregazione così divisa, abbia a restarne contenta per tutta la vita, quando più non potrà darvi rimedio.
La prego per amore di Gesù Cristo a considerar questo punto, posto a' piedi suoi da solo a solo.
L'abbraccio e prego Dio che le faccia fare la sua santa volontà. Questa è l'unica preghiera che io sempre faccio: Dio mio, non mi fate uscire un punto dalla vostra volontà. Così prego, vedendomi la morte così vicina.»
Alfonso de' Liguori, rimasto a Nocera dei Pagani, si trovò escluso dalla sua congregazione.

## Genealogia episcopale e successione apostolica
La genealogia episcopale è:
- Cardinale Scipione Rebiba
- Cardinale Giulio Antonio Santori
- Cardinale Girolamo Bernerio, O.P.
- Arcivescovo Galeazzo Sanvitale
- Cardinale Ludovico Ludovisi
- Cardinale Luigi Caetani
- Cardinale Ulderico Carpegna
- Cardinale Paluzzo Paluzzi Altieri degli Albertoni
- Papa Benedetto XIII
- Papa Benedetto XIV
- Papa Clemente XIII
- Cardinale Tommaso Maria Ghilini

La successione apostolica è:
- Vescovo Raimondo Moncada, C.R. (1782)
- Vescovo Raimondo Fusco, O.F.M.Conv. (1785)